# Lista marchizilor și ducilor de Montferrat

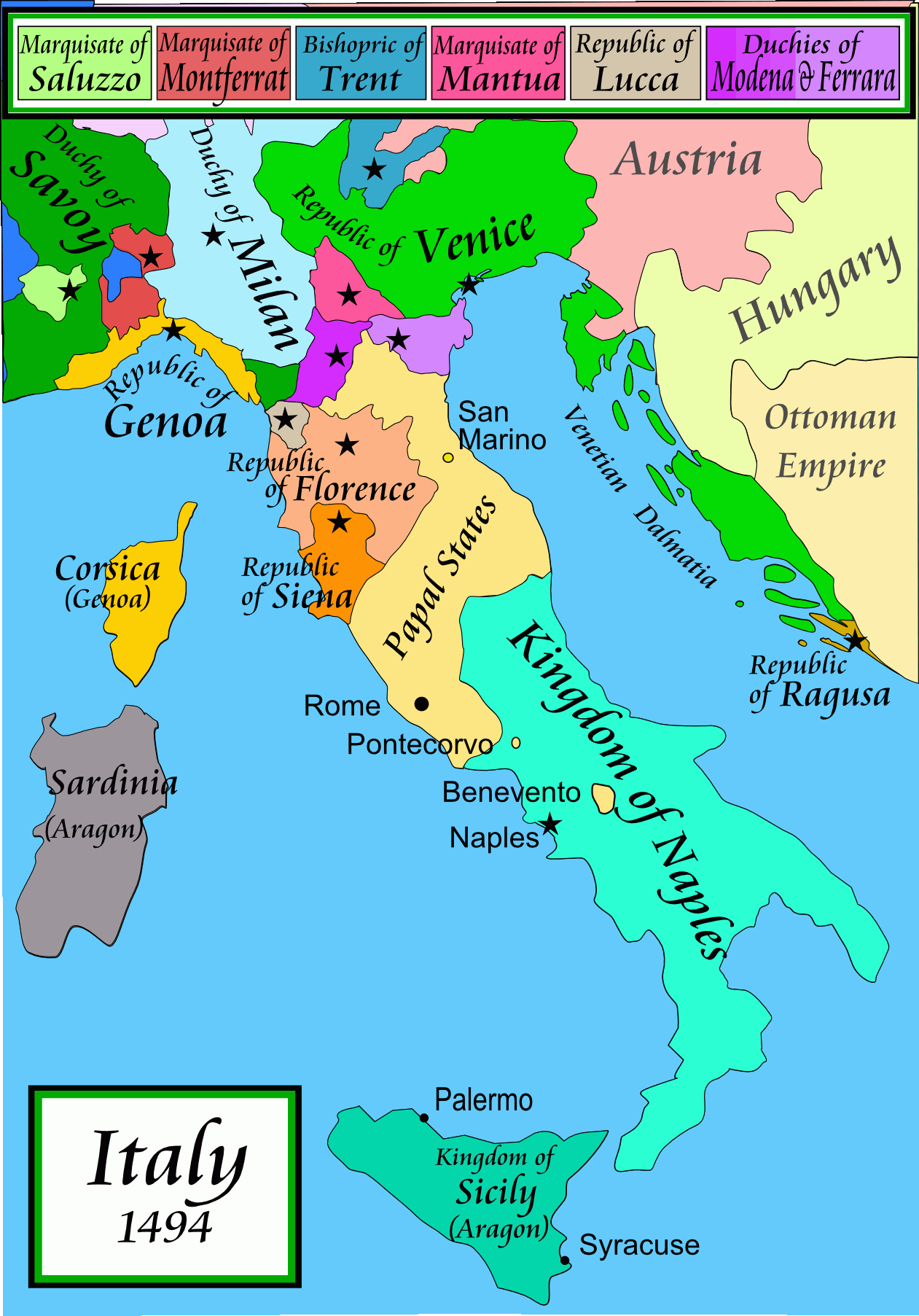
Marchizatul de Monferrat în cadrul Italiei la anul 1494

Blazonul casei lui Aleramo

Marchizii și ducii de Montferrat au fost conducătorii unui teritoriu din Piemont, situat la sud de râul Pad și la răsărit de Torino, numit Montferrat. Marca de Montferrat a fost creată de către regele Berengar al II-lea de Italia în anul 950, în cadrul redistribuirii puterii în nord-vestul regatului. La origine, a fost deținută de familia Aleramicilor. În 1574, Montferrat a fost ridicat la rangul de ducat de către împăratul Maximilian al II-lea.

## Msrchizi

### Familia Aleramicilor
- Guglielmo I (d. înainte de 933)
- Aleramo (933-967)
  - Guglielmo al II-lea, fiu și co-guvernator
- Otto I (967-991), fiu
- Guglielmo al III-lea (991-înainte de 1042), fiu
- Otto al II-lea (înainte de 1042-cca. 1084), fiu
  - Henric (d. 1045), frate și co-guvernator
- Guglielmo al IV-lea  (cca. 1084-cca. 1100), fiu
- Rainier (cca. 1100-cca. 1136), fiu
- Guglielmo al V-lea (cca. 1136-1191), fiu
- Conrad (1191-1192), fiu
- Bonifaciu I (1192-1207), frate
- Guglielmo al VI-lea (1207-1225), fiu
- Bonifaciu al II-lea (1225-1253/1255), fiu
- Guglielmo al VII-lea (1253/1255-1292), fiu
- Ioan I (1292-1305), fiu

### Dinastia Paleologilor
- Theodor I (1306-1338), nepotul de frate al lui Ioan I
- Ioan al II-lea (1338-1372), fiu
- Secondotto de Monferrat, cunoscut și ca Otto al III-lea (1372-1378), fiu
- Ioan al III-lea (1378-1381), frate
- Theodor al II-lea (1381-1418), frate
- Ioan Iacob (1418-1445), fiu
- Ioan al IV-lea (1445-1464), fiu
- Guglielmo al VIII-lea (1464-1483), frate
- Bonifaciu al III-lea (1483-1494), frate
- Guglielmo al IX-lea (1494-1518), fiu (socru al ducelui Frederic al II-lea, de Mantova.)
- Bonifaciu al IV-lea (1518-1530), fiu, sub regența mamei sale Anne d'Alençon
- Ioan Gheorghe (1530-1533), unchi
  - Ocupația spaniolă până în 1536

### Casa de Gonzaga
În 1536, împăratul Carol Quintul a conferit marchizatul de Montferrat, în pofida revendicărilor casei de Savoia și ale marchizului de Saluzzo, familiei de Gonzaga, fapt confirmat în 1559, prin Pacea de la Cateau-Cambrésis.
- Frederic (1536-1540), duce de Mantova; căsătorit cu Margareta de Montferrat, fiica lui Guglielmo al IX-lea cu Anne d'Alençon
- Francisc I (1540-1550), duce de Mantova; fiul Margaretei de Montferrat cu Frederic al II-lea
- Guglielmo al X-lea (1550-1587), duce de Mantova; din 1574, duce de Montferrat; fiul Margaretei de Montferrat cu Frederic al II-lea
- Vincențiu I (1587-1612); fiul lui Guglielmo al X-lea
- Francisc al II-lea (1612); fiul lui Vincențiu I
- Ferdinand I (1612-1626); fiul lui Vincențiu I
- Vincențiu al II-lea (1626-1627); fiul lui Vincențiu I
- Războiul de succesiune a Mantovei (1627-1631)
- Maria 1627-1631; fiica lui Francisc al II-lea
- Carol I, numit "de Nevers"; (1627-1637); socru al Mariei, co-duce cu Maria și fiul său, Carol
- Carol al II-lea (1637-1665); fiu al Mariei nepot atât al lui Carol I, cât și al lui Francisc al II-lea
- Ferdinand Carol (1665-1708); fiu al lui Carol al II-lea